# Thomisus manjuae
Thomisus manjuae är en spindelart som beskrevs av Gajbe 2005. Thomisus manjuae ingår i släktet Thomisus och familjen krabbspindlar. Inga underarter finns listade i Catalogue of Life.